# Système attentionnel superviseur
Les fonctions exécutives regroupent un ensemble de systèmes cognitifs qui contrôlent et gèrent les processus cognitifs. Norman et Shallice (1986) ont proposé un modèle du fonctionnement exécutif du contrôle attentionnel spécifiant comment les  schémas d'action et de pensée sont activés ou inhibés selon la nature habituelle ou inhabituelle des circonstances. Les schémas, ou scripts, définissent la série d'actions ou de pensées d'un individu sous l'influence de conditions environnementales. Chaque type de stimulus déclenche l'activation d'une réponse, d'un schéma. Dans des situations routinières, bien connues, le lancement du schéma approprié est le gestionnaire de conflits qui inhibe latéralement les schémas en concurrence pour le contrôle du système cognitif. Dans le cas de situations uniques, non-routinières, c'est le système attentionnel superviseur (SAS) qui contrôle l'activation des schémas. Le SAS est un système exécutif qui supervise et contrôle la gestion des conflits en influant sur les probabilités d'activation des schémas et en permettant d'appliquer des stratégies générales à des problèmes (ou situations) nouveaux pendant le déroulement des  traitements attentionnels automatiques.

## Contexte général

### Fonctions exécutives
Les fonctions exécutives sont des processus cognitifs qui contrôlent d'autres activités cérébrales, et dont le fonctionnement est principalement localisé dans les zones préfrontales du lobe frontal. Les fonctions exécutives se limitent à certaines capacités, et sont notamment responsables du lancement, du renforcement, de la régulation, et de l'inhibition de processus cognitifs, langagiers, moteurs et émotionnels. Ces processus sont à la base des fonctions telles que l'auto-évaluation, la planification, la résolution de problèmes, le contrôle des impulsions et de l'attention, ainsi que la sélection stratégique ou le séquençage du comportement pour atteindre des objectifs souhaités,.
La mesure des fonctions exécutives est souvent moins précise que la mesure de tâches non-exécutives en raison de la complexité multidéterminée résultant de l'interconnexion présente au sein du cerveau. En effet, les fonctions exécutives sont difficiles à mesurer de façon indépendante de toutes les autres fonctions cognitives et sont souvent influencées par des facteurs non exécutifs. Par conséquent, comprendre la relation entre les comportements et les processus cognitifs peut être difficile.
Beaucoup de modèles de fonctions exécutives ont été proposés, mais aucun d'entre eux n'est catégoriquement considéré comme plus valide ou plus acceptable que les autres. La complexité sous-jacente du cerveau fait qu'il est très difficile de vérifier quel(s) modèle(s) sont les plus corrects. Cet article est principalement axé sur la fonction exécutive du système attentionnel superviseur, et des travaux de recherche portant sur celui-ci.

### Modèle de Norman et Shallice (1986)
En 1980/1986, les psychologues Donald Norman et Tim Shallice ont proposé un cadre théorique expliquant le contrôle attentionnel du fonctionnement exécutif. Le modèle utilise des schémas de pensées et d'actions, qui sont des séries d'idées et des séquences d'actions apprises, comme des scripts, qui spécifient les comportements lors de situations particulières. Les schémas sont activés à partir des stimuli perçus ou du résultat de schémas récemment activés. Par exemple, entrer dans votre cuisine pour trouver une pile d'assiettes sales (entrée) pourrait initier une réponse comportementale de nettoyage (schéma). On suppose qu'il existe une énorme quantité, finie, de schémas de pensées et d'actions, et qu'ils sont hiérarchisés. Par exemple, les schémas de haut niveau représentent la résolution de problèmes tandis que les schémas de bas niveau caractérisent les actions.
Dans le modèle de Norman-Shallice, deux processus principaux gèrent le fonctionnement et le contrôle des schémas. Tout d'abord il y a le gestionnaire de conflits, un mécanisme de niveau inférieur qui régule le traitement des schémas dans le cadre d'actions automatiques et familières, ainsi que certaines situations nouvelles. Ce système de prévision de conflits s'assure que le schéma approprié est activé et, par inhibition, empêche plusieurs actions concurrentes de s'exécuter simultanément. Les schémas ont des conditions de sélection et sont initiés si le niveau d'activation atteint un seuil. Les schémas interconnectés s'inhibent mutuellement. L'augmentation du nombre d'activations d'un schéma entraînera un accès futur facilité et une plus forte suppression de l'activation des schémas qui lui sont connectés. Plusieurs schémas qui s'exécutent simultanément, par exemple marcher et à parler, sont renforcés par l'usage courant et requièrent moins de contrôle attentionnel. Le gestionnaire de conflits est rapide, automatique et cohérent dans l'activation de schémas.
La deuxième composante du modèle Norman-Shallice est le système attentionnel superviseur (SAS). Ce mécanisme de niveau supérieur a le contrôle sur le gestionnaire de conflits. Le SAS gère la planification consciente et délibérée des actions et des situations nouvelles qui ne peuvent pas être traitées par des schémas connus et/ou lorsque éviter les erreurs ou le déclenchement de réponses habituelles est crucial (par exemple lorsqu'on emprunte un trajet connu pour aller à un rendez-vous très important). En plus de gérer l'activation d'un schéma approprié et l'inhibition des schémas inappropriés, le SAS établit des ajustements pour résoudre les problèmes que les schémas existants n'ont pas pu résoudre. En d'autres termes, il modifie les stratégies générales pour résoudre des problèmes inhabituels. S'il n'y a pas de schémas existants relatifs à un problème, alors sous contrôle attentionnel un nouveau schéma peut être créé, évalué et mis en œuvre,. La création d'un nouveau schéma prend environ 8-10 secondes. Le SAS est lent, délibéré, et utilise des stratégies flexibles pour résoudre des problèmes difficiles et variés.
Il existe deux principales distinctions au niveau des traitements attentionnels. Les traitements attentionnels automatiques ne nécessitent pas de contrôle conscient et sont déclenchés en réponse à des stimuli environnementaux familiers. Cela contraste avec les traitements attentionnels contrôlés qui nécessitent un contrôle conscient afin de répondre à des situations uniques.
Le SAS est impliqué dans la composante exécutive de la mémoire de travail pour stocker, contrôler et traiter les informations appropriées. Le SAS permet les comportements indépendants impliqués dans la mémoire, la planification, la prise de décision, l'estimation cognitive, la résolution de problèmes, les environnements dangereux, les situations nouvelles, l'inhibition d'erreur, la correction d'erreur, et l'initiation d'actions. Il comprend également les composants principaux de l'attention humaine, à savoir la sélection, la division, la flexibilité (capacité de basculement, shifting) et le maintien. La sélection est la capacité de sélectionner et traiter une tâche spécifique en dépit de distracteurs (stimulus plus saillant ou ensemble de stimuli de fond). La division (ou partage) survient lorsque l'attention est divisée entre plusieurs tâches. La capacité de passer l'attention d'une tâche à l'autre est appelée flexibilité mentale. Maintenir l'attention sur une tâche pendant une longue période de temps relève de ce qu'on appelle l'attention soutenue. Le SAS est également responsable de l'amorçage de tâches anticipées. Cependant une activité réduite du SAS est corrélée à des défaillances momentanées de l'attention, résultant en un comportement non pertinent (qu'on appelle erreur de capture). Lorsque le SAS ne parvient pas à supprimer un schéma non pertinent, l'attention est négativement influencée. De manière similaire, les patients avec un dysfonctionnement du SAS montrent des difficultés dans le rappel de souvenirs spécifiques ainsi que des problèmes de concentration, de planification, et d'initiation d'actions.
Une autre erreur dans le système attentionnel superviseur peut conduire à des conséquences plus dévastatrices. Quand les humains sont confrontés à une situation menaçante, il y a souvent peu de temps pour générer la réponse combat-fuite idéale pour augmenter les chances de survie. La paralysie cognitive définit la condition dans laquelle, face à une urgence, un individu ne parvient pas à réagir et se retrouve comme "gelé" en raison d'une défaillance temporaire ou cognitive. On suppose que le blocage temporaire pendant une urgence est dû à l'inhibition du SAS. Si un schéma approprié déjà appris est récupérable, alors une réaction de survie sera initiée. Toutefois, si aucun des schémas existants ne correspond, la paralysie cognitive survient, sinon un comportement irrationnel. Sur la base de cette compréhension, on peut spéculer à tort que le SAS est défavorable dans des situations dangereuses. Le système attentionnel superviseur permet aux individus de prévoir et de se préparer mentalement à des situations, avant toute confrontation possible. Les rôles spécifiques du SAS en situation de survie ont beaucoup été débattus ; de manière générale on s'accorde à dire qu'il opère pour augmenter les chances de survie et qu'il fonctionne en conjonction avec un système intégré.

Une représentation 3D animée de l'hémisphère gauche du cerveau, dont le néocortex droit est retiré. La zone en surbrillance représente le lobe frontal gauche.

L'emplacement probable du SAS est dans les lobes frontaux, plus spécifiquement dans le cortex préfrontal. Cela concorde avec l'idée générale selon laquelle les lobes frontaux fournissent un système pour atteindre des objectifs réalisables. La région dorso-latérale des lobes frontaux est impliquée dans la pensée et le langage, et organise les représentations mentales des choses du monde. Le cortex préfrontal accueille de nombreux systèmes et autres processus pouvant fonctionner de manière indépendante, dépendante et de manière interactive avec le SAS. Le fonctionnement du SAS dépend de plusieurs systèmes et structures spécifiques du cerveau. Tout au long des années 1980 et 1990, beaucoup de recherches en neuropsychologie ont été menées sur les lobes frontaux et le cortex préfrontal (PFC). Au fil du temps, le système attentionnel superviseur a été incorporé dans la recherche sur le vieillissement, les lésions cérébrales, les troubles psychologiques, les maladies dégénératives, l'abus de substance et plus encore. La section suivante est un bref aperçu sur la recherche impliquant le SAS.

## Recherche sur le système attentionnel superviseur

### Lésions du lobe frontal
Les patients ayant des lésions au niveau des lobes frontaux présentent des symptômes caractéristiques des troubles dysexécutifs, par exemple des difficultés à récupérer des souvenirs autobiographiques. Les patients avec une lésion frontale varient beaucoup dans les déficits cognitifs qu'ils peuvent présenter, ceux-ci étant particulièrement liés aux caractéristiques précises de la lésion.
Les lésions de la partie antérieure du lobe frontal gauche sont associées à une difficulté à résoudre des problèmes nouveaux mais une capacité relativement intacte à résoudre des tâches bien apprises. Ceci suggère que le SAS est présent dans la partie antérieure du lobe frontal gauche et est plus étendu que le gestionnaire de conflits. Certaines des fonctions caractéristiques du SAS sont la prévision, l'inhibition, et l'abstraction de règles logiques. Ces processus ont été mesurés à l'aide de tâches spécifiquement conçues pour,  la Tour de Londres,  le test de Hayling et le test de Brixton, qui permettent de comparer des patients avec des lésions du lobe frontal et des individus témoins. Les patients lésés avaient besoin de plus de mouvements et faisaient plus d'erreurs sur la Tour de Londres, ils avaient du mal à initier des réponses automatiques et du mal à inhiber des réponses dominantes sur le test de Hayling, et ne parvenaient pas à découvrir et appliquer des règles logiques,,,. Ils présentaient également un nombre anormalement élevé de réponses irrationnelles. L'effet était plus important chez les patients avec des lésions des parties antérieures du lobe frontal gauche, suggérant que l'altération des fonctions cognitives était causé par un SAS dysfonctionnel qui opère principalement ici.
Cependant, des résultats contradictoires ont été trouvés dans une étude distincte utilisant les trois mêmes mesures cognitives. Les patients atteints de lésions frontales n'ont montré aucune altération significative sur les tests de la Tour de Londres, de Halying, ou de Brixton, si ce n'est une lenteur sur la Tour de Londres et la tâche de Hayling.
Ces résultats contradictoires peuvent être causés par les différences dans la sélection des patients pour les études. Dans le premier ensemble de résultats, les patients étaient plus âgés et de larges portions de leurs lobes frontaux étaient complètement retirées, alors que dans le deuxième ensemble, les patients étaient plus jeunes et avaient des dommages dans des zones plus restreintes, sans retrait de tissu. Les participants plus âgés ont un risque accru de vieillissement et de déclin cognitifs de la matière grise préfrontale. Le cerveau est fortement interconnecté et il est rare que des structures fonctionnent de manière totalement indépendante d'autres zones cérébrales. Il est raisonnable de conclure que le système attentionnel superviseur, situé dans les lobes frontaux, travaille en collaboration avec des processus d'autres zones du cerveau. Ainsi, les patients avec des parties de leurs lobes frontaux retirées auront des systèmes "bloqués", incapables de fonctionner correctement. En revanche, les patients présentant des lésions peu étendues peuvent conserver des portions intactes fournissant les connexions suffisantes permettant à d'autres composants du système de rester fonctionnels. En outre, les zones du cerveau reliées au composant dysfonctionnel peuvent avoir usé de la plasticité neuronale pour intégrer certaines des fonctions détériorées dans leurs propres processus.

### Âge
Des recherches ont examiné l'influence de l'âge sur des fonctions exécutives spécifiques qui sont caractéristiques du système attentionnel superviseur. Des fonctions telles que la planification, l'inhibition et l'abstraction de règles logiques se sont révélées atteintes chez les patients présentant un dysfonctionnement frontal.
Les chercheurs ont constaté que les personnes âgées présentent un déficit des fonctions exécutives qui sont mesurées à l'aide de la Tour de Londres, du test de Hayling, et du test de Brixton. Les personnes âgées, par rapport aux jeunes adultes, sont généralement plus lentes et ont besoin de plus de mouvements pour résoudre les problèmes, fournissent plus de mauvaises réponses, et ont plus de difficulté à comprendre et à appliquer des règles logiques. Les effets de l'âge sur la planification ont diminué lorsque la vitesse de traitement a été statistiquement contrôlée, ce qui indique que certains des effets liés à l'âge sur le fonctionnement exécutif étaient dus à la vitesse. En contrôlant la vitesse de traitement pour l'inhibition et pour l'extraction de règles logiques, les effets de l'âge étaient toujours présents. Ces résultats ont conduit les chercheurs à penser que les personnes âgées sont sujettes à des déclins frontaux.
Les lésions du lobe frontal et le vieillissement influencent les processus exécutifs de façon à la fois similaire et différente. Les patients présentant des lésions du lobe frontal ont été plus lents que les sujets contrôles au niveau de l'initiation et de l'inhibition de tâches sur le test de Hayling, tandis que les personnes âgées étaient seulement plus lentes que les jeunes participants sur l'inhibition de tâches. Les personnes âgées et les patients frontaux ont présenté un niveau élevé d'erreurs sur le test de Brixton, mais les réponses des personnes âgées ont été plus directement corrélées à des règles logiques.
D'autres recherches ont montré qu'à mesure que les humains vieillissent, leur volume de matière grise préfrontale décline. Cette atrophie du cortex cérébral des personnes âgées pourrait en partie expliquer les influences de l'âge sur les fonctions exécutives.

### Trouble du déficit de l'attention avec hyperactivité (TDAH)
Un intérêt relativement récent a été porté sur la compréhension de l'impact du trouble du déficit de l'attention avec hyperactivité sur les processus exécutifs des individus. Les personnes atteintes de TDAH partagent plusieurs manifestations comportementales similaires avec les patients souffrant d'une perturbation des fonctions exécutives avérée, caractéristiques des déficiences du SAS. Certains de ces comportements comparables comprennent des problèmes dans l'initiation et la régulation des comportements appropriés, l'inhibition des comportements impulsifs, et le maintien de l'attention et de l'effort dans le temps.
Les enfants avec un TDAH ont une déficience de l'auto-régulation de la planification et de l'organisation. Les enfants et les adolescents avec un TDAH souffrent de déficits cognitifs, dont un fonctionnement scolaire handicapé, des troubles de l'apprentissage, des troubles du langage et de la parole, et des déficits de l'intelligence. Les enfants ont une vision déformée d'eux-mêmes, ils ont notamment une estime d'eux-mêmes plus élevée qu'elle ne le devrait, ce qu'on appelle un biais d'illusion positive. En outre, leur manque de motivation, leur déficit de mémoire de travail, et leur incapacité d'appliquer leur intelligence est supposé être une cause majeure expliquant que leur intelligence globale est inférieure à la normale. Cependant, ces troubles des fonctions exécutives ne sont pas représentatifs de tous les enfants et adolescents avec un TDAH.
Des médicaments stimulants sont fortement utilisés pour réduire les symptômes du TDAH sur une courte période, et, en général, la prise de médicaments peut effectivement améliorer l'attention et les capacités des individus sur des tâches cognitives, ainsi que réduire leur impulsivité.
Cependant, l'effet secondaire le plus fréquent peut causer un épisode d'anxiété, de manie, et/ou d'insomnie. L'anxiété peut inhiber l'attention et la cognition, portant ainsi atteinte aux fonctions exécutives.

### Alcool
Les influences directes de l'alcool, à savoir du fait d'être ivre, sur les capacités cognitives d'un individu sont évidentes. Indirectement, la consommation chronique d'alcool peut avoir impact drastique sur les lobes frontaux d'un individu. Désintoxiqués, les alcooliques chroniques de sexe masculin ont montré une réduction de l'inhibition et de la flexibilité dans la planification, la détection de règle, la coordination entre les tâches, et ont fait plus d'erreurs. Ces personnes avaient des mémoires à court terme relativement fonctionnelles, mais affichaient une incapacité significative à gérer les informations stockées. La vitesse de traitement n'était pas un facteur dans leurs déficits exécutifs. Les mesures comprenaient la Tour de Londres, le test de Brixton, la tâche de Hayling, le trail making test, le test de Stroop, et la tâche de l'Alpha-Span. Des résultats obtenus par la tomographie par émission de positons ont confirmé l'activation du lobe frontal lors des tests des fonctions exécutives dans lequel les participants alcoolisées ont montré des performances médiocres.
Les addictions à l'alcool et aux drogues sont en grande partie influencées par des processus automatiques. Ces résultats pourraient être appliqués à des traitements cliniques pour les alcooliques désintoxiqués recherchant l'abstinence.

### Schizophrénie
Certains patients  schizophrènes ont des déficiences intellectuelles, sociales et linguistiques. Les fonctions exécutives des schizophrènes ont été examinées au niveau de la planification, l'inhibition, et l'abstraction de règles logiques à l'aide de la Tour de Londres, et des tests de Hayling, et Brixton. Les patients étaient nettement moins bons sur les trois tâches par rapport à des sujets contrôles appariés en âge, sexe et niveau d'éducation. Ces résultats indiquent que les patients schizophrènes ont soit des déficits spécifiques pour chacune de ces tâches séparément, ou soit qu'il y a un dysfonctionnement général qui influe sur les trois tâches. La  parcimonie, ainsi que les résultats complémentaires issus d'autres études portent à croire à un déficit général dans le SAS.
Lorsque diverses corrélations statistiques ont été calculées, les patients schizophrènes ont été fondamentalement reliés aux patients atteints d'un dysfonctionnement du lobe frontal, bien que pas tout à fait superposés. Contrairement au déficit général présent chez les schizophrènes, les lésions focales supposent des déficits spécifiques.

### Trouble du spectre autistique (TSA)
Certains enfants porteur de trouble du spectre autistique ont une capacité déficiente à résoudre des problèmes, à produire des comportements réfléchis et appropriés, à rester sur les tâches pertinentes et à s'auto-contrôler. Ils n'ont pas la capacité de mentalisation ou théorie de l'esprit (ToM) et ont des déficits sensoriels, perceptifs, cognitifs et intellectuels. Ceci suggère que les enfants autistes ont des déficits généraux dans les systèmes de planification et de réglementation d'ordre supérieur, à savoir les fonctions exécutives. Les autistes ont un cortex élargi caractérisé par une croissance neuronale irrégulière, un volume réduit du corps calleux (altérant la communication entre les deux hémisphères), une structure et un fonctionnement anormaux du lobe frontal, du cervelet, du lobe temporal médial, des systèmes limbiques connexes (amygdales et hippocampes), et des niveaux élevés de sérotonine. Ces anomalies cérébrales et moléculaires pourraient rendre compte de la déficience caractéristique du fonctionnement exécutif chez les patients autistes. Le SAS est perturbé à un certain niveau et à une certaine intensité dans les cinq troubles envahissants du développement (TED), qui incluent l'autisme, le syndrome d'Asperger, le syndrome de Rett, les  troubles désintégratifs de l'enfance et les troubles envahissant du développement non spécifiés (TED-NS).

### Maladie de Parkinson
Les patients atteints de la maladie de Parkinson ont eu du mal à inhiber les tendances habituelles, à construire de nouvelles réponses, et ont produit plus d'erreurs. Ils ont montré des performances similaires à celles des sujets contrôles au niveau de l'allocation de l'attention et des ressources de la mémoire de travail. Les patients parkinsoniens ont également montré des déficiences de fluidité verbale et ont pris plus de temps pour répondre aux tâches. Au début, les patients parkinsoniens non soignés avaient le déficit le plus important du SAS, mais seuls certains processus sont affectés. Le traitement de ces patients a considérablement amélioré leur contrôle cognitif.
L'influence de la maladie de Parkinson sur le SAS est semblable à celle trouvée pour l'intoxication au monoxyde de carbone, les deux confirmant des dysfonctionnements du lobe frontal.

### Intoxication au monoxyde de carbone
Les personnes survivant à une intoxication au monoxyde de carbone ont montré des capacités relativement normales sur les tâches d'attention routinière, mais déficientes sur les fonctions de haut niveau comme la flexibilité et le contrôle attentionnel. Ces tâches de niveau inférieur et supérieur reflètent le gestionnaire de conflits et le système attentionnel superviseur, respectivement. Les survivants ont montré des performances significativement plus lentes, et les déficits étaient présents pendant un peu plus d'un mois.